# Eleição municipal de São Carlos em 2020
A eleição municipal de São Carlos em 2020 está prevista para ocorrer no dia 15 de novembro. Esta cidade paulista possui 254.484 habitantes dentre os quais 186.863 são eleitores que neste dia votarão para definir o seu prefeito e os seus 21 vereadores.

## Antecedentes

### Eleição municipal de 2016
Na disputa eleitoral de 2016, ocorrida no dia 2 de outubro, Airton Garcia, empresário, ex-vice-prefeito e então deputado estadual pelo PSB, venceu a eleição com 39,63% dos votos válidos, tendo como adversários, o advogado Netto Donato, do PMDB, que ficou em segundo lugar com 20,25% dos votos válidos, o vereador Valcinyr Bragatto, do PV, com 18,81, vinha em seguida na terceira posição, e o então prefeito Paulo Altomani, do PSDB, que tentava a reeleição e ficou em quarto lugar com 11,41% dos votos válidos, além destes, disputaram também os candidatos Lineu Navarro, vereador pelo PT, que obteve 5,81% dos votos válidos, e o candidato do PSOL, Dante Peixoto, com 3,98% dos votos. Essa é a primeira vez de Airton como chefe do executivo após ter tentado chegar em 2008 pelo DEM, e ficar em terceiro lugar, atrás de Altomani e do vencedor, Oswaldo Barba, do PT.

### Cláusula de barreira
Nesta eleição entrará em vigor a regra da "cláusula de barreira". Os partidos teriam de obter, nas eleições para a Câmara dos Deputados de 2018, pelo menos 1,5% dos votos válidos, em ao menos um terço das unidades da federação, com ao menos 1% dos votos válidos em cada uma delas; ou ter eleito pelo menos 9 deputados, distribuídos em ao menos, um terço das unidades da federação. Os partidos que não atingiram estes números podem ficar sem receber o financiamento do fundo partidário, além de não terem direito ao tempo de TV. Portanto os seguintes partidos serão afetados: UP, PCO, PCB, PSTU, REDE, PMN, PMB, DC, PTC e PRTB. 

## Contexto político e pandemia
As eleições municipais de 2020 estão sendo marcadas, antes mesmo de iniciada a campanha oficial, pela pandemia do coronavírus SARS-CoV-2 (causador da COVID-19), o que está fazendo com que os partidos remodelem suas metodologias de pré-campanha. O Tribunal Superior Eleitoral (TSE) autorizou os partidos a realizarem as convenções para escolha de candidatos aos escrutínios por meio de plataformas digitais de transmissão, para evitar aglomerações que possam proliferar o vírus.
Além disso, a partir deste pleito, será colocada em prática a Emenda Constitucional 97/2017, que proíbe a celebração de coligações partidárias para as eleições legislativas, o que pode gerar um inchaço de candidatos ao legislativo. Conforme reportagem publicada pelo jornal Brasil de Fato em 11 de fevereiro de 2020, o país poderá ultrapassar a marca de 1 milhão de candidatos a prefeito, vice-prefeito e vereador neste escrutínio, o que não seria necessariamente bom, na opinião do professor Carlos Machado, da UnB (Universidade de Brasília): “Temos o hábito de criticar de forma intensa a coligação partidária, sem parar para refletir sobre os elementos positivos dela. O número de candidatos que um partido pode apresentar numa eleição, varia se ele estiver dentro de uma coligação, porque quando os partidos participam de uma coligação, eles são considerados como um único partido", afirmou Machado na reportagem.

## Pré-candidatos à Prefeito[4]
| Nº | Nome              | Partido       | Vice                          | Coligação                                                        | Citação     |
| -- | ----------------- | ------------- | ----------------------------- | ---------------------------------------------------------------- | ----------- |
| 10 | Sérgio Ferrão     | Republicanos  | Edson Ricardo (Republicanos)  |                                                                  | [ 5 ]       |
| 13 | Erick Silva       | PT            | Rose Mendes (PT)              |                                                                  | [ 6 ]       |
| 17 | Airton Garcia     | PSL           | Edson Ferraz (MDB)            | "São Carlos segue em frente" PSL, MDB, Cidadania, PTB, PROS e PP | [ 7 ]       |
| 22 | Julio Cesar       | PL            | Maria Aires (PL)              | "São Carlos de Avanços e Oportunidades" PL                       | [ 8 ] [ 9 ] |
| 40 | Chico Loco        | PSB           | Fausto Eduardo (PSB)          |                                                                  | [ 10 ]      |
| 45 | Netto Donato      | PSDB          | Marco Aurélio Penteado (PSDB) | "Um novo caminho para São Carlos" PSDB, DEM e REDE               | [ 11 ]      |
| 50 | Ronaldo Mota      | PSOL          | Leandro Gonçalves (PSOL)      |                                                                  | [ 12 ]      |
| 51 | Leandro Guerreiro | Patriota      | Ivan do Amaral (Patriota)     |                                                                  | [ 13 ]      |
| 55 | Marina Melo       | PSD           | João Carlos Mora(PSD)         |                                                                  | [ 14 ]      |
| 70 | Mestre Taroba     | Avante        | Caio Mania (Avante)           |                                                                  | [ 15 ]      |
| 77 | Deonir Tofollo    | Solidariedade | Jorge Carrara (PDT)           | "São Carlos merece mais" Solidariedade, PDT, PRTB, PMN e PSC     | [ 16 ]      |
| 19 | Antonio Sasso     | Podemos       | Noé Azambuja Júnior(Podemos)  |                                                                  | [ 17 ]      |

## Campanhas
Até o momento (21/10/2020), oito candidatos declararam receitas, são eles: Erick Silva (PT) R$ 106.017,41; Netto Donato (PSDB) R$ 91.000,00; Chico Loco (PSB) R$ 50.000,00; Sergio Ferrão (Republicanos) R$ 21.000,00; Julio Cesar (PL) R$ 20.000,00; Leandro Guerreiro (Patriota) R$ 20.000,00; Deonir Tofollo (Solidariedade) R$ 11.200,00 e Ronaldo Mota (PSOL) R$ 695,00.
Airton Garcia (PSL), Antonio Sasso (PODE), Marina Melo (PSD) e Mestre Taroba Capoeira (Avante) ainda não declararam receitas ou despesas à justiça eleitoral. Os partidos têm até 72 horas para enviar o relatório financeiro, após alguma movimentação em suas contas eleitorais. A prestação de contas parcial ocorre no dia 21 de outubro e a prestação de contas final no dia 15 de novembro.

## Debates
No sábado, dia 31 de outubro de 2020, a TV Clube Band, realizou o primeiro encontro entre os candidatos a prefeitura de São Carlos em seus estúdios, exibindo o debate a partir das 20h25 para 82 cidades de sua área de cobertura, foram convidados a participar os 12 candidatos na disputa e 11 compareceram, o prefeito e candidato a reeleição, Airton Garcia, do PSL, preferiu por não participar de debates em cumprimento das medidas de distanciamento social pela idade avançada e fazer parte do grupo de risco. Assim também foi na quinta-feira, dia 5 de novembro, o Jornal ACidade ON realizou o debate entre 5 dos 11 candidatos no Teatro Florestan Fernandes, na UFScar em São Carlos, foram convidados candidatos de partidos e coligações as quais possuem maior representatividade no Congresso Nacional.
| Data          | Organizador   | Mediador      | Sérgio Ferrão (Republicanos) | Erick Silva (PT) | Airton Garcia (PSL) | Antonio Sasso (Podemos) | Julio Cesar (PL) | Chico Loco (PSB) | Netto Donato (PSDB) | Ronaldo Mota (PSOL) | Marina Melo (PSD) | Mestre Taroba (Avante) | Deonir Tofollo (Solidariedade) |
| ------------- | ------------- | ------------- | ---------------------------- | ---------------- | ------------------- | ----------------------- | ---------------- | ---------------- | ------------------- | ------------------- | ----------------- | ---------------------- | ------------------------------ |
| 31 de outubro | TV Clube Band | André Costa   | Presente                     | Presente         | Ausente             | Presente                | Presente         | Presente         | Presente            | Presente            | Presente          | Presente               | Presente                       |
| 5 de novembro | ACidade ON    | Eliel Almeida | Não convidado                | Presente         | Ausente             | Não convidado           | Presente         | Não convidado    | Presente            | Não convidado       | Presente          | Não convidado          | Presente                       |